# Pilis (comitat)
Pilis (hongrois : Pilis ou Pilis vármegye ; latin : Comitatus Pilisensis) est un ancien comitat du royaume de Hongrie, créé au XVe siècle à partir d'un fragment de l'ancien comitat de Visegrád et intégré au XVIe siècle au comitat de Pest.